# Verespataktorka
Verespataktorka románul: Gura Roșiei, falu Romániában, Erdélyben, Fehér megyében.

## Fekvése
Verespatak közelében, Abrudkerpenyes mellett fekvő település.

## Története
Verespataktorka nevét 1909-ben említette először oklevél Verespataktorka néven, mint Verespatak tartozékát. Korábban Abrudkerpenyes  része volt, 1956 körül vált külön, ekkor 66 lakosa volt.
1966-ban 83 lakosából 81 román, 2 magyar volt. 1977-ben 92 román lakosa volt, az 1992-es népszámláláskor pedig 106 lakosából 103 román, 2 magyar, 1 német volt, 2002-ben 104 román lakosa volt.